# Primera División Femenina de España 2016-2017
La Primera División Femenina de España 2016-2017 è stata la ventinovesima edizione della massima serie del campionato spagnolo femminile di calcio. Il campionato è stato vinto per la prima volta dall'Atletico Madrid. Capocannoniere del campionato è stata Jennifer Hermoso, calciatrice del Barcellona, con 35 reti realizzate. Sono retrocessi in Segunda División l'Oiartzun e il Tacuense.

## Stagione

### Novità
Dalla Primera División 2015-2016 sono stati retrocessi in Segunda División il Collerense e l'Oviedo Moderno. Dalla Segunda División sono stati promossi in Primera División il Betis e il Tacuense.
Prima dell'inizio della stagione il Transportes Alcaine ha cambiato denominazione in Saragozza.

### Formula
Le 16 squadre si affrontano in un girone all'italiana con partite di andata e ritorno, per un totale di 30 giornate. La squadra prima classificata è campione di Spagna, mentre le ultime due classificate retrocedono in Segunda División. Le prime due classificate sono ammesse alla UEFA Women's Champions League. Le prime otto classificate sono ammesse alla Coppa della Regina 2017.

### Avvenimenti
Il 23 marzo 2017 è stata data partita persa per 0-3 a tavolino al Rayo Vallecano per aver effettuato una sostituzione di troppo nella partita casalinga valida per la ventesima giornata di campionato contro la Real Sociedad.

## Squadre partecipanti
| Club                | Città                      | Stadio                          | Stagione 2015-2016            |
| ------------------- | -------------------------- | ------------------------------- | ----------------------------- |
| Athletic Bilbao     | Bilbao                     | Impianti di Lezama              | Campione di Spagna            |
| Atlético Madrid     | Madrid                     | Stadio Cerro del Espino         | 3º posto in Primera División  |
| Barcellona          | Barcellona                 | Ciutat Esportiva Joan Gamper    | 2º posto in Primera División  |
| Betis               | Siviglia                   | Ciudad Deportiva Luis del Sol   | Finale in Segunda División    |
| Espanyol            | Barcellona                 | Ciutat Esportiva Dani Jarque    | 10º posto in Primera División |
| Fundación Albacete  | Albacete                   | Ciutat Esportiva Andrés Iniesta | 13º posto in Primera División |
| Granadilla Tenerife | Granadilla de Abona        | La Hoya del Pozo (El Médano)    | 7º posto in Primera División  |
| Huelva              | Huelva                     | Campos Federativos de La Orden  | 8º posto in Primera División  |
| Levante             | Valencia                   | El Terrer de Paiporta           | 4º posto in Primera División  |
| Oiartzun            | Oiartzun                   | Karla Lekuona                   | 14º posto in Primera División |
| Rayo Vallecano      | Madrid                     | Ciutat Esportiva Rayo Vallecano | 9º posto in Primera División  |
| Real Sociedad       | San Sebastián              | Impianti di Zubieta             | 5º posto in Primera División  |
| Santa Teresa        | Badajoz                    | Estadio Municipal Nuevo Vivero  | 11º posto in Primera División |
| Saragozza           | Saragozza                  | Stadio Pedro Sancho             | 12º posto in Primera División |
| Tacuense            | San Cristóbal de La Laguna | Stadio Pablos Abril             | Finale in Segunda División    |
| Valencia            | Valencia                   | Municipal de Beniferri          | 6º posto in Primera División  |

## Classifica finale
|  | Pos. | Squadra             | Pt | G  | V  | N | P  | GF | GS | DR  |
|  | ---- | ------------------- | -- | -- | -- | - | -- | -- | -- | --- |
|  | 1.   | Atlético Madrid     | 78 | 30 | 24 | 6 | 0  | 91 | 17 | +74 |
|  | 2.   | Barcellona          | 75 | 30 | 24 | 3 | 3  | 98 | 13 | +85 |
|  | 3.   | Valencia            | 68 | 30 | 20 | 8 | 2  | 69 | 11 | +58 |
|  | 4.   | Levante             | 57 | 30 | 18 | 3 | 9  | 53 | 49 | +4  |
|  | 5.   | Athletic Bilbao     | 53 | 30 | 16 | 5 | 9  | 64 | 44 | +20 |
|  | 6.   | Granadilla Tenerife | 46 | 30 | 13 | 7 | 10 | 53 | 41 | +12 |
|  | 7.   | Rayo Vallecano      | 43 | 30 | 14 | 1 | 15 | 49 | 53 | -4  |
|  | 8.   | Real Sociedad       | 42 | 30 | 12 | 6 | 12 | 44 | 34 | +10 |
|  | 9.   | Santa Teresa        | 36 | 30 | 10 | 6 | 14 | 28 | 46 | -18 |
|  | 10.  | Huelva              | 35 | 30 | 9  | 8 | 13 | 47 | 56 | -9  |
|  | 11.  | Betis               | 34 | 30 | 10 | 4 | 16 | 36 | 51 | -15 |
|  | 12.  | Saragozza           | 32 | 30 | 8  | 8 | 14 | 31 | 65 | -34 |
|  | 13.  | Espanyol            | 23 | 30 | 5  | 8 | 17 | 30 | 60 | -30 |
|  | 14.  | Fundación Albacete  | 20 | 30 | 5  | 5 | 20 | 37 | 76 | -39 |
|  | 15.  | Oiartzun            | 18 | 30 | 4  | 6 | 20 | 23 | 74 | -51 |
|  | 16.  | Tacuense            | 15 | 30 | 3  | 6 | 21 | 22 | 85 | -63 |

Legenda:
      Campione di Spagna, ammessa alla UEFA Women's Champions League 2017-2018 ed alla Copa de la Reina 2017
      Ammessa alla UEFA Women's Champions League 2017-2018 ed alla Copa de la Reina 2017
      Ammesse alla Copa de la Reina 2017
      Retrocesse in Segunda División 2017-2018
Note:
Tre punti a vittoria, uno a pareggio, zero a sconfitta.

## Risultati
|                    | Ath  | Atl  | Bar  | Bet  | Esp  | FAl  | GTS  | Hue  | Lev  | Oia  | Ray  | ReS  | SaT  | Sar  | Tac  | Val  |
| ------------------ | ---- | ---- | ---- | ---- | ---- | ---- | ---- | ---- | ---- | ---- | ---- | ---- | ---- | ---- | ---- | ---- |
| Athletic Bilbao    | –––– | 1-2  | 0-4  | 3-2  | 3-3  | 2-0  | 2-0  | 4-0  | 3-2  | 4-0  | 3-2  | 1-1  | 2-1  | 5-1  | 7-0  | 1-2  |
| Atlético Madrid    | 1-1  | –––– | 2-1  | 2-1  | 6-0  | 1-0  | 3-0  | 4-1  | 5-0  | 7-0  | 2-0  | 2-1  | 5-0  | 4-1  | 11-0 | 0-0  |
| Barcellona         | 2-1  | 1-1  | –––– | 3-0  | 5-0  | 7-0  | 3-0  | 5-1  | 4-0  | 13-0 | 3-0  | 2-0  | 6-0  | 3-0  | 3-0  | 1-1  |
| Betis              | 1-2  | 0-2  | 1-1  | –––– | 2-1  | 3-1  | 1-3  | 3-4  | 1-2  | 1-0  | 0-3  | 1-0  | 1-1  | 1-0  | 2-3  | 0-0  |
| Espanyol           | 1-1  | 1-2  | 1-6  | 2-0  | –––– | 3-3  | 1-1  | 2-1  | 1-3  | 0-2  | 0-3  | 1-3  | 2-0  | 0-2  | 2-0  | 0-2  |
| Fundación Albacete | 3-1  | 1-4  | 0-2  | 0-2  | 0-2  | –––– | 2-3  | 3-3  | 3-5  | 2-0  | 0-2  | 1-1  | 2-0  | 2-3  | 2-1  | 0-4  |
| G. Tenerife Sud    | 4-0  | 0-0  | 0-4  | 4-0  | 2-1  | 8-1  | –––– | 4-3  | 3-0  | 2-1  | 4-1  | 0-1  | 1-0  | 2-0  | 2-0  | 1-3  |
| Huelva             | 1-1  | 2-3  | 0-1  | 0-2  | 2-1  | 2-2  | 1-1  | –––– | 1-1  | 2-0  | 3-1  | 2-3  | 3-1  | 3-0  | 3-2  | 0-0  |
| Levante            | 3-1  | 0-3  | 2-1  | 2-1  | 2-1  | 2-1  | 3-2  | 2-0  | –––– | 2-1  | 1-2  | 0-0  | 4-0  | 3-0  | 2-1  | 2-1  |
| Oiartzun           | 0-5  | 1-4  | 0-1  | 2-3  | 0-0  | 2-1  | 1-0  | 1-1  | 1-2  | –––– | 0-1  | 1-1  | 0-1  | 0-2  | 2-0  | 0-1  |
| Rayo Vallecano     | 2-3  | 0-3  | 0-4  | 0-4  | 3-2  | 3-1  | 3-1  | 2-1  | 0-2  | 7-1  | –––– | 0-3  | 1-1  | 2-1  | 5-1  | 0-1  |
| Real Sociedad      | 2-0  | 0-1  | 0-3  | 0-2  | 1-1  | 1-0  | 0-0  | 1-2  | 2-1  | 4-0  | 2-0  | –––– | 0-1  | 6-1  | 8-1  | 0-4  |
| Santa Teresa       | 1-2  | 1-3  | 2-0  | 3-0  | 3-0  | 1-3  | 2-1  | 1-0  | 0-3  | 2-2  | 0-2  | 1-0  | –––– | 1-1  | 3-0  | 0-0  |
| Saragozza          | 1-3  | 2-2  | 0-6  | 2-1  | 2-1  | 3-2  | 1-1  | 1-1  | 1-1  | 2-2  | 2-1  | 2-1  | 0-0  | –––– | 0-1  | 0-4  |
| Tacuense           | 0-2  | 0-7  | 1-2  | 0-0  | 0-0  | 1-1  | 1-1  | 2-4  | 1-3  | 3-3  | 0-2  | 0-2  | 0-1  | 1-1  | –––– | 0-5  |
| Valencia           | 3-1  | 1-1  | 0-1  | 5-0  | 0-0  | 4-0  | 2-2  | 2-0  | 6-0  | 3-0  | 4-1  | 3-0  | 2-0  | 5-0  | 1-0  | –––– |

## Statistiche

### Classifica marcatrici
| Gol |  |  | Giocatore        | Squadra         |
| --- |  |  | ---------------- | --------------- |
| 35  |  |  | Jennifer Hermoso | Barcellona      |
| 32  |  |  | Sonia Bermúdez   | Atletico Madrid |
| 28  |  |  | Mari Paz Vilas   | Valencia        |
| 20  |  |  | Charlyn Corral   | Levante         |
| 20  |  |  | Natalia Pablos   | Rayo Vallecano  |
| 18  |  |  | Yulema Corres    | Athletic Bilbao |
| 15  |  |  | Nahikari García  | Real Sociedad   |
| 15  |  |  | Esther González  | Atletico Madrid |
| 15  |  |  | María José Pérez | Levante         |